# Run the World
"Run the World" är en låt framförd av den amerikanska artisten Jennifer Lopez, från hennes sjunde studioalbum Love? (2011). Den skrevs och komponerades av Terius "The-Dream" Nash och C. "Tricky" Stewart och var en av flera musikstycken som Lopez skapade med duon efter sin flytt från Epic till Island Records. En tidig version av "Run the World" innehöll ytterligare sång av The-Dream och rappverser av Rick Ross. Dessa togs bort när spåret genomgick ljudmixning och The-Dreams sång omvandlades till bakgrundssång.
Enligt Lopez handlar "Run the World" om den typ av kärlek som gör "båda parter bättre" och noterade att hennes relation med Marc Anthony var sådan. Lopez dedicerade låten till Anthony och förklarade att deras relation hade gjort dem till bättre människor och artister. "Run the World" är en poplåt i midtempo som musikkritiker jämförde med hennes musiksingel "Jenny from the Block" (2002). Trots att vissa ansåg att låten var "singel-värdig" mottog den blandad kritik av recensenter som kritiserade produktionen och sångerskans användning av Auto-Tune.

## Bakgrund och internetläcka
"Run the World" skrevs och producerades av Terius "The-Dream" Nash och Tricky Stewart. Lopez sång producerades av Kuk Harrell som också sjöng bakgrundssång tillsammans med Anesha Birchett, Lauren Evans och The-Dream. Sången spelades in av Jim Annunziato och Josh Gudwin vid Record Plant Recording Studios i Los Angeles, Kalifornien, Larrabee Studios i Hollywood, Kalifornien och MSR i New York City, New York. Brian "B-Luv" Thomas och Chris "Tek" O'Ryan bistod med ljudtekniken och fick hjälp av Andrew Wuepper, Pat Thrall, Chris Galland och Chris Soper. De assisterades av Dustin Capulong, Nick Banns och Steven Dennis. Spåret ljudmixades senare av Jaycen Joshua med assistans av Jesus Garnica vid Larrabee Studios.
"Run the World" läckte ut på internet den 13 september 2010. Versionen innehöll ytterligare sång av The-Dream och rappverser av den amerikanska hiphop-artisten Rick Ross. I en artikel från februari 2011 om sitt då ännu inte utgivna studioalbum, avslöjade Lopez till Rap-Up att "Run the World" med Ross var en av hennes favoriter på skivan. Efter ljudmixningen av låten nedgraderades The-Dreams sångbidrag till bakgrundssång och rappen av Ross togs bort.

## Sammansättning

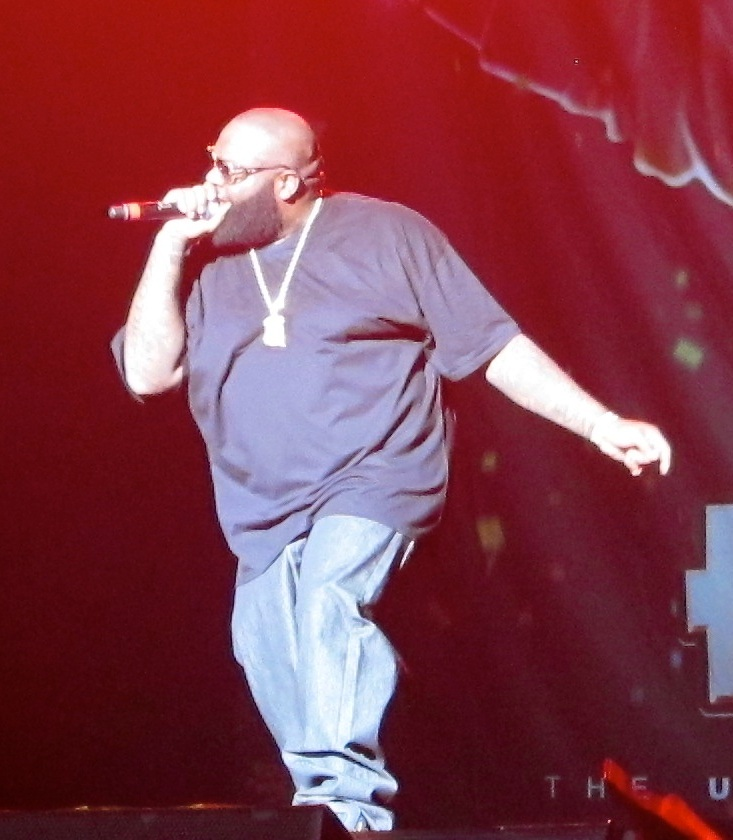
Rick Ross rappverser togs bort från den färdiga versionen av "Run the World".

"Run the World" är en poplåt i midtempo som varar i tre minuter och femtiofem sekunder (3:55). Enligt Shane Phoenix vid Hot Spots "förde den tillbaka" old school-känslan från Lopez singel "Jenny from the Block" - "känslan och stilen som gjorde 'tjejen från kvarteret' så populär". "Run the World" innehåller "trevliga trumtakter och ger lyssnaren en nostalgisk känsla" som får denne att "klappa takten med foten och gunga fram och tillbaka." Trots att Lopez inte skrev låttexten handlar den om hennes relation med Marc Anthony. Enligt Lopez handlar "Run the World" om den typ av kärlek som gör "båda parter bättre" och noterade att hennes relation med Anthony var sådan. Deras relation hade gjort dem till bättre människor och artister - "och det är då man verkligen kan erövra världen".
Om att arbeta med Stewart och The-Dream sa Lopez: "Vad jag älskar hos bra producenter och låtskrivare är att de kan ta dig och transportera dig in i precis rätt ögonblick, utan att förändra dig. Det är så jag känner att Tricky och Dream gjorde med den här låten. De tog 'tjejen från kvarteret', som fortfarande är en stor del av mig och alltid kommer att förbli, och blandade den sidan i låten." Enligt Scott Shetler från PopCrush har "Run the World" ett optimistiskt budskap och trallvänliga melodier. Ett sådant exempel på optimism var versen "Our love could run the world".
I en intervju med MTV News under en utgivningsfest för Love? sa Lopez att de låtar hon var mest exalterad över på skivan var "Run the World", "(What Is) Love?", "One Love", "Papi" och "Starting Over". Sångerskan förklarade att dessa låtar "uttryckte de tillfällen av kärlek som skivan handlade om. Jag hoppas att jag fick med allt av det på den här skivan." Enligt MTV News kanske albumspåren "visade vad som hände i hennes privatliv under den tid som hon hade spelat in skivan."

## Medias mottagande
"Run the World" mottog mestadels blandad kritik från musikrecensenter. Robert Copsey från Digital Spy var positiv och misstänkte att låtens inspiration hämtats från Lopez remixalbum J to tha L–O! The Remixes (2002), och tyckte att kompositionen var värdig nog att ges ut som singel. Monica Herrera från Billboard berömde The-Dream för produktionen och hans bakgrundssång. Hon avslutade recensionen med att skriva att "Run the World" hade en uppfriskande självsäkerhet. När originalversionen läckte ut på internet skrev en krönikör från Vibe Magazine att Lopez tog sig an att "erövra topplistorna" med hjälp från The-Dream och Rick Ross. Shane Phoenix från Hot Spots skrev att "taktslagen är lite bortkomna" och syntklappningarna överanvända" men att låttexten "har något att säga".
Poppy Reid vid The Music Network kritiserade låten för att Lopez förlitade sig för mycket på auto-tune och textverser "som man varken förväntade sig eller ville ha från en 41-åring. UR Chicagos Neil Miller, Jr. var också negativ i sin recension av låten och ifrågasatte om musikstycket verkligen var passande för Lopez. Han skrev: "Fram tills nu har det verkat som vi har lyssnat på skivan som Brave skulle ha varit - en blandning av låtar som skulle få oss att dansa, inte dåna ut ur bilstereon." Swagata Panjari vid Radio and Music var avmätt i sin recension och menade att "låten var för långsam och hade missade taktslag som lämnar lyssnaren i väntan på mer."

## Personal och musikmedverkande
- Anesha Birchett – bakgrundssång
- Kuk Harrell – bakgrundssång, sångproducent
- Lauren Evans – bakgrundssång
- Brian "B-Luv" Thomas – ljudtekniker
- Chris "Tek" O'Ryan – tekniker
- Andrew Wuepper – ytterligare ljudteknik
- Pat Thrall – ytterligare ljudteknik
- Chris Galland – ytterligare ljudteknik
- Chris Soper – assisterande ljudtekniker
- Dustin Capulong – assisterande ljudtekniker
- Nick Banns – assisterande ljudtekniker
- Steven Dennis – assisterande ljudtekniker
- Jaycen Joshua – ljudmixare
- Jesus Garnica – assisterande ljudmixare
- Jim Annunziato – sångtekniker
- Josh Gudwin – sångtekniker
- Tricky Stewart – låtskrivare, producent
- Terius "The-Dream" Nash – bakgrundssång, låtskrivare, producent